# Callisto (Marvel)
Callisto is een personage uit de strips van Marvel Comics, die vooral meespeelt in de strips van de X-Men. Ze werd bedacht door schrijver Chris Claremont en tekenaar Paul Smith, en verscheen voor het eerst in Uncanny X-Men #169 (Mei 1983).
Callisto is een mutant met toegenomen kracht, lenigheid en zintuigen. Ze was de leider van de New Yorkse ondergrondse mutantengroep de Morlocks. Ze verloor echter een duel met Storm over het leiderschap. Storm gaf haar positie later weer op, waarna zij en Callisto bondgenoten werden.

## Biografie
Callisto’s oorsprong is onbekend, hoewel ze beweert dat haar littekens het resultaat zijn van haar “domme” pogingen om gewoon onder de mensen te leven. Haar grootste angst is dan ook het beeld van de mooie vrouw die ze ooit was. Toen Callisto voor het eerst opdook in de X-Men-strips was ze de leidster van de Morlocks, een groep mutanten die in de riolen van New York leefde (genoemd naar de karakters uit H.G. Wells' boek de Tijdmachine). Ze verloor haar positie echter aan Storm in een duel om het leiderschap. De Morlocks werden twintig jaar geleden opgericht door Callisto, Sunder, Caliban en Masque.
Callisto ontvoerde Angel en probeerde hem tot haar maat te maken. Om Angel te redden daagde Storm Callisto uit tot een duel. Als nieuwe leider claimde ze dat de Morlocks niet langer aan ontvoeringen en terreur zouden doen. Callisto respecteerde Storm voor haar vechtkunsten, maar vond het zwak dat ze geweld schuwde.
Callisto had een tijdje en relatie met Colossus toen die de identiteit van de artiest Peter Nicholas aannam. Hij was toen zijn geheugen kwijt vanwege een reis door de Siege Perilous en herinnerde zich niets van zijn oude leven, ook niet dat hij Callisto al eerder had ontmoet en dat hij mutantenkrachten had. Toen Masque Callisto’s gezicht herstelde en haar zelfs nog mooier maakte dan ze was voordat ze haar littekens opliep, kregen zij en Colossus een relatie. Masque nam Callisto’s schoonheid later echter weer weg bij wijze van marteling (Masque had in Callisto’s afwezigheid leiderschap over de Morlocks op zich genomen). Zij en Colossus werden gevangen door Masque, maar gered door Forge, Banshee en Jean Grey.
Masque zette de Morlocks tegen Callisto op door ze allemaal fysieke mutaties te geven. Callisto was zelf een carrière begonnen als model. De Morlock Healer genas Callisto toen ze door haar oude team was aangevallen, maar herstelde hierbij per ongeluk haar littekens.
Callisto wilde wraak op de Morlocks en vroeg Mikhail Rasputin om hulp. Beide leken om te komen toen de Morlock tunnes overstroomden, maar ze keerden later weer terug. Callisto onderging later weer een transformatie door Masque, waarbij haar armen tot tentakels werden omgevormd. Zij en Storm werden gedwongen opnieuw tegen elkaar te vechten, maar ontsnapten met behulp van Storms vriend Yukio.
Ze werd recentelijk ook gezien als hoofdpersoon in de nieuwe Excallibur stripserie. Ze was een van de mutanten die Professor X en Magneto hielp bij de heropbouwing van Genosha.
Na afloop van de House of M verhaallijn verloor Callisto net als veel andere mutanten haar krachten. Quicksilver bood haar een behandeling aan met de Terrigen Mists, die hij had gestolen van de Inhumans. Callisto nam dit aanbod aan, en de mist herstelde al haar oude krachten. Maar ze had geen controle meer over ze. Haar nieuwe zintuigen waren zo scherp, dat zelfs een druppel regen haar pijn deed. Ze belandde uiteindelijk in een coma en werd in een ziekenhuis opgenomen, waar de effecten van de mist uitgewerkt raakten.

## Callisto in andere media

### Film
Callisto werd gespeeld door Dania Ramirez in de film X-Men: The Last Stand. Hierin is ze eveneens de leider van de Morlocks, en sluit zich aan bij Magneto’s Brotherhood of Mutants. In plaats van meerdere littekens en een ooglapje heeft de filmversie van Callisto een lichaam vol tatoeages. Ook haar krachten zijn anders. In de film beschikt ze over bovenmenselijke snelheid, en de gave om de krachten en locatie van andere mutanten te voelen. Ze heeft een enorme haat tegen Storm, en wordt door haar geëlektrocuteerd tijdens het laatste gevecht op Alcatraz.

### Marvel Cinematic Universe
In de derde Deadpool film Deadpool & Wolverine uit 2024 verschijnt Callisto in de Void van het Marvel Cinematic Universe, gespeeld door Chloe Kibble. De versie van Callisto is gebaseerd op de variant van Dania Ramirez. Hierin werkt ze voor Cassandra Nova.

### Televisie
- Callisto verscheen in de X-Men animatieserie wanneer zij en de andere Morlocks Cyclops en Angel gevangennemen. Haar stem werd gedaan door Susan Roman.
- Callisto verscheen ook in de animatieserie X-Men: Evolution als een minder gewelddadige leider van de Morlocks. Haar stem werd gedaan door Saffron Henderson.